# San Francisco Rush: Extreme Racing
Pour les articles homonymes, voir San Francisco Rush.
San Francisco Rush: Extreme Racing est un jeu vidéo de course sorti en 1997 et fonctionne sur arcade, Nintendo 64 et PlayStation. Le jeu a été développé par Atari Games puis édité par Midway.
Le jeu fait partie de la série Rush.